# Zuiderkerkhof (Groningen)
Het Zuiderkerkhof of Suyder kerchoff, soms - onterecht - ook 'Zuiderbegraafplaats' genoemd, is een voormalige begraafplaats in de Nederlandse stad Groningen. Het is in 1638 of in 1648 aangelegd en lag tussen het Zuiderdiep en de zuidelijke vestingsgracht, de huidige Ubbo Emmiussingel. De begraafplaats was bedoeld voor mensen die geen geld hadden voor een plek op een normaal kerkhof. De ingang was aan het Zuiderdiep. Hoewel de naam anders doet vermoeden, was er geen kerk bij de begraafplaats.
In 1653 werd een toegangspoortje bij de ingang geplaatst. Aan de westkant verrezen eenkamerwoningen langs de Hanebijtersgang. Aan zuidzijde werd in de 18e eeuw de Zuiderkazerne gebouwd. Rond 1827 stopten de begrafenissen na het verbod op begraven bij de kerk en de ingebruikname van de nieuwe Zuiderbegraafplaats. In 1832 werd het onderdeel van het binnenterrein van de kazerne. Daarbij zal ook het poortje zijn gesloopt. Na de sloop van de kazerne werden er in 1896 een aantal woningen gebouwd. In 1909 werd het grafveld deels geruimd voor de bouw van een nieuwe brandweerkazerne, die ook wel Zuiderkazerne genoemd werd. Bij een herbouw van een pianohandel werden wederom skeletten gevonden. Een aantal schedels werd toen door bouwvakkers verhandeld aan geïnteresseerden. Bij de sloop van deze kazerne werden opnieuw botten gevonden en herbegraven op de Selwerderhof. Door een fout van een aannemer kwam echter een deel van de botten bij een bouwterrein nabij de Gideonbrug terecht. In 1992 werden deze botten alsnog herbegraven. Op het terrein werd in 1991 begonnen met de bouw van een viersterrenhotel, maar door een conflict tussen aannemer en investeerder, werd alleen de parkeergarage gerealiseerd, waarop bioscoop Pathé Groningen er in 1995 werd geopend.